# Заміль-Коба
44°37′20″ пн. ш. 33°43′54″ сх. д. / 44.622105° пн. ш. 33.731530° сх. д.
Заміль-Коба — багатошарові стоянки кам'яної доби у гротах у північної скельної стіни балки Заміль біля колишнього села Кріпке, в 4 км на північний захід від села Красний Мак Бахчисарайського району Криму.
Ймовірно відкриті у 1880 році Костянтин Мережковським. У 1935—1937 роках виявлені та розкопані Дмитром Крайневим.
Комплекс складений з стоянок Заміль-Коба-І й Заміль-Коба-ІІ, що розташована у 500 м на північний захід від першої.

## Заміль-Коба-І
Розкрито понад 130 м², мала шари ранньо-середньокам'яної шан-кобинської й пізньо-середньокам'яної мурзак-кобинської культури.
У двох шарах виявлено чисельні раковини виноградного равлика.

### 2-ий шар
У шан-кобинському шарі виявлено велику вогнище, навколо якого виготовлялися знаряддя, й поховання людської голови або черепа. Знайдено скребки та різці на сколах, багато сегментів й мало трапецій, підвіска у вигляді оленячого зуба зі свердлиною.

### 1-ий шар
У мурзак-кобинському шарі виявлено мікролітичні платівки, скребки на платівках, трапеції і кремінна клиноподібна сокира (макроліт). Фауна нижнього шару — благородний олень, дикий кабан, баран, кінь, заєць, вовк; верхнього — дикий кабан і олень благородний, а також сайга, віслюк, дика кішка, собака.

## Заміль-Коба-ІІ
Виявлено 8 культурних шарів:
- VIII-й шар відносяться до фінальної давньокам'яної доби;
- VII-й шар відноситься до середньокам'яної доби;
- VI-й шар з роговими мотиками — рання новокам'яна доба; тут з'являються перші домашні тварини (свиня, бик);
- V-й шар — пізня новокам'яна доба; V — з'являється дрібна рогата худоба; найчисельнішими серед інших культурних шарів поселення є раковини виноградного равлика;
- IV--й — до бронзової доби; виявлена провідну роль скотарства у господарстві поселення;
- III-I-ші шари — до різних періодів залізної доби.

З диких видів на всіх шарах поселення панують залишки кабана, козулі й благородного оленя.